# 서달로 (인천)
서달로는 인천광역시 서구 석남동에서 출발하여 가정동을 거쳐 청천동까지 이르는 인천광역시의 도로로, 총 연장은 3.46 km이다.

## 유래
옛 건지촌 뒷산의 원래 명칭인 서달산의 이름을 인용하여 제명하게 되었다.

## 통과하는 지자체
- 인천광역시
  - 서구 : 석남동 - 가정동
  - 부평구 : 청천동

## 접촉하는 도로
- 건지로
- 길주로
- 서곶로
- 평천로
- 부평북로 (직결)

## 연계 철도역
- 인천 도시철도 2호선, 서울 지하철 7호선 : 석남역[1]

## 주변에 있는 시설

### 서구
- 애니카랜드 인천석남점
- 현대오일뱅크 엘림주유소
- 경인로자동차공업사
- 서부여성회관
- CU 서부여성회관점
- 블랙빈어스
- 필스시
- 경인점보빌라
- 명성하이츠
- 석남어린이공원
- 석남중앙장로교회
- 한빛빌리지
- 서보2차아파트
- 경인아파트
- 엑스포빌라
- 인천천마초등학교
- 인천보건고등학교
- 윤슬어린이집
- 평강빌라
- 효성아파트
- 롯데우람아파트 (이수건설의 브라운스톤으로 변경 예정)
- 석남3동행정복지센터
- 인천가좌여자중학교
- 해마루아파트
- 오영빌라
- 파크원오피스텔
- 가석파출소
- 은성아트빌
- 대한예수교장로회성문교회
- 덕산아파트
- 삼부오피스텔
- 함께하는교회
- 호식이두마리치킨 석남점
- 미일유치원
- 하남빌딩
- 서해새마을금고 제2지점
- 한사랑의원
- 세븐일레븐 인천가정고점
- 가정고등학교
- 인천가석초등학교
- 진흥1단지아파트
- 인천서구문화회관
- 대진2차아파트
- 영산강민물장어
- 삼합빌라
- 삼합주택
- 남승빌라
- 서인천교회
- 가정3동성당
- 서인공원

### 부평구
- 동양메탈
- 조아텔
- 명진교통 차고지
- 현대오일뱅크 우리주유소 대원지점
- 서산비철
- 옛집
- 철원양평해장국전문
- 힘센풍천장어직판장
- SK 청천LPG충전소
- S-OIL 일광에너비스주유소 부평점
- 정원철강